# КАМАЗ 6522
КамАЗ-6522 (англ. KamAZ 6522) — сімейство вантажних автомобілів підвищеної прохідності виробництва КАМАЗ, з компонувальною схемою «кабіна над двигуном», колісною формулою 6х6 та призначених для перевезення сипучих і навалювальних вантажів по дорогах з твердим покриттям, у тому числі з кругляка і щебеню, і по ґрунтових дорогах.
КамАЗ-6522 може бути обладнаний дизельними двигунами потужністю від 320 до 400 к.с.
КамАЗ-6522 пропонується у вигляді шасі, самоскида або сідлового тягача.

## Модифікації
- КамАЗ-6522 — базова модель, самоскид вантажопідйомністю 19 тонн, колісною формулою 6х6, подвійною ошинковкою задніх мостів і двигуном КамАЗ 740.51-320 (Євро-2).
- КамАЗ-65221 — сідловий тягач з колісною формулою 6х6, одинарною ошинковкою задніх мостів і двигунами КамАЗ 740.63-400 або 740.50-360.
- КамАЗ-65222 — самоскид вантажопідйомністю 13 тонн, колісною формулою 6х6, одинарною ошинковкою задніх мостів і двигуном КамАЗ 740.51-320 (Євро-2).
- КамАЗ-65224 — бортовий автомобіль вантажопідйомністю 14 тонн, з колісною формулою 6х6, одинарною ошинковкою задніх мостів і двигуном КамАЗ-740.50-360.
- КамАЗ-65225 — сідловий тягач з колісною формулою 6х6, подвійною або одинарною ошинковкою задніх мостів і двигуном КамАЗ 740.63-400.
- КамАЗ-65226 — сідловий тягач з колісною формулою 6х6, подвійною ошинковкою задніх мостів і двигуном Cummins ISXE535 (535 к.с.) або Deutz BF8M1015C (544 к.с.).
- КамАЗ-65228 — сідловий тягач з колісною формулою 8х8, подвійною ошинковкою задніх мостів і двигуном  Cummins ISX600 (600 к.с.).

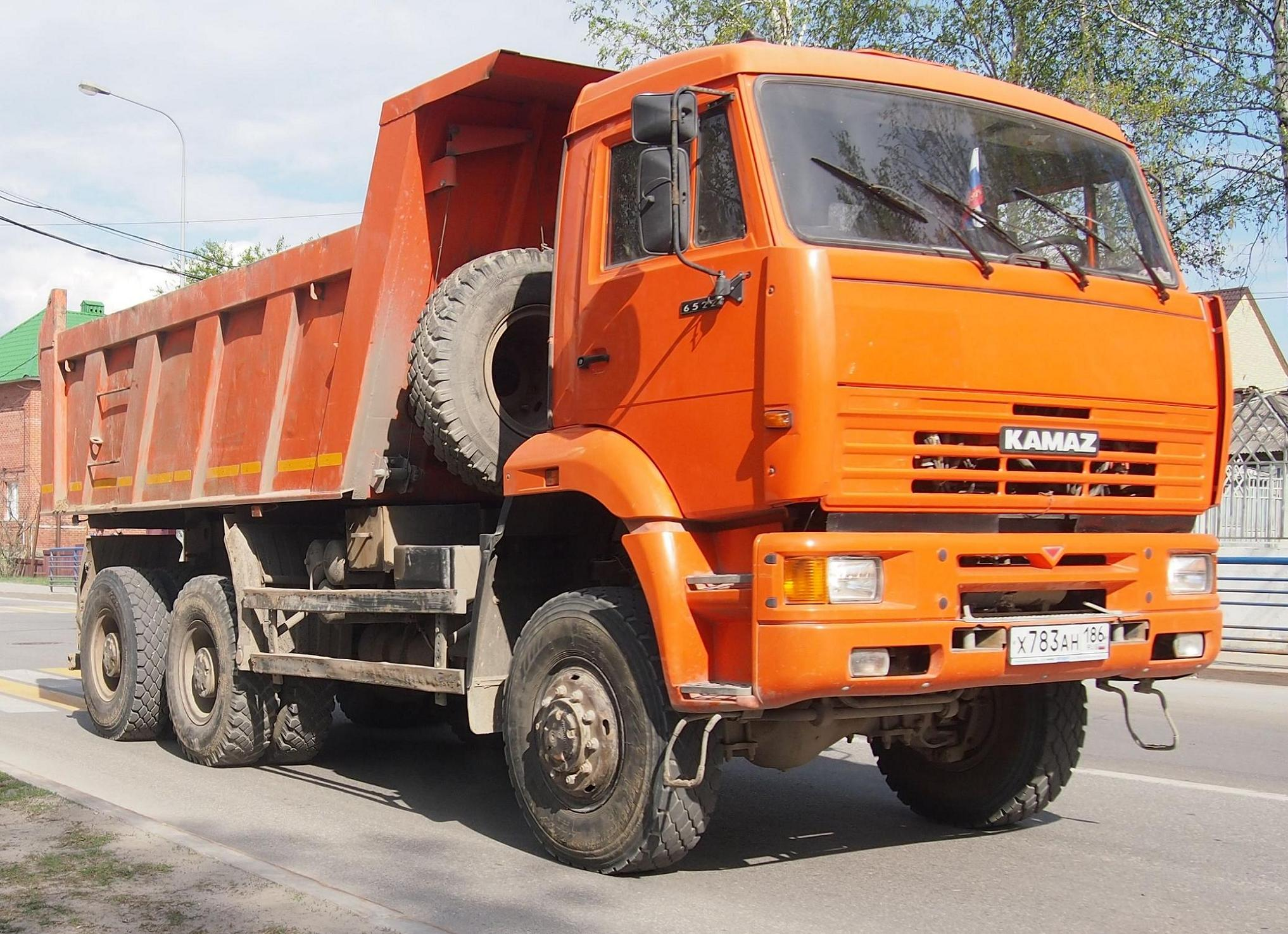
КамАЗ-6522
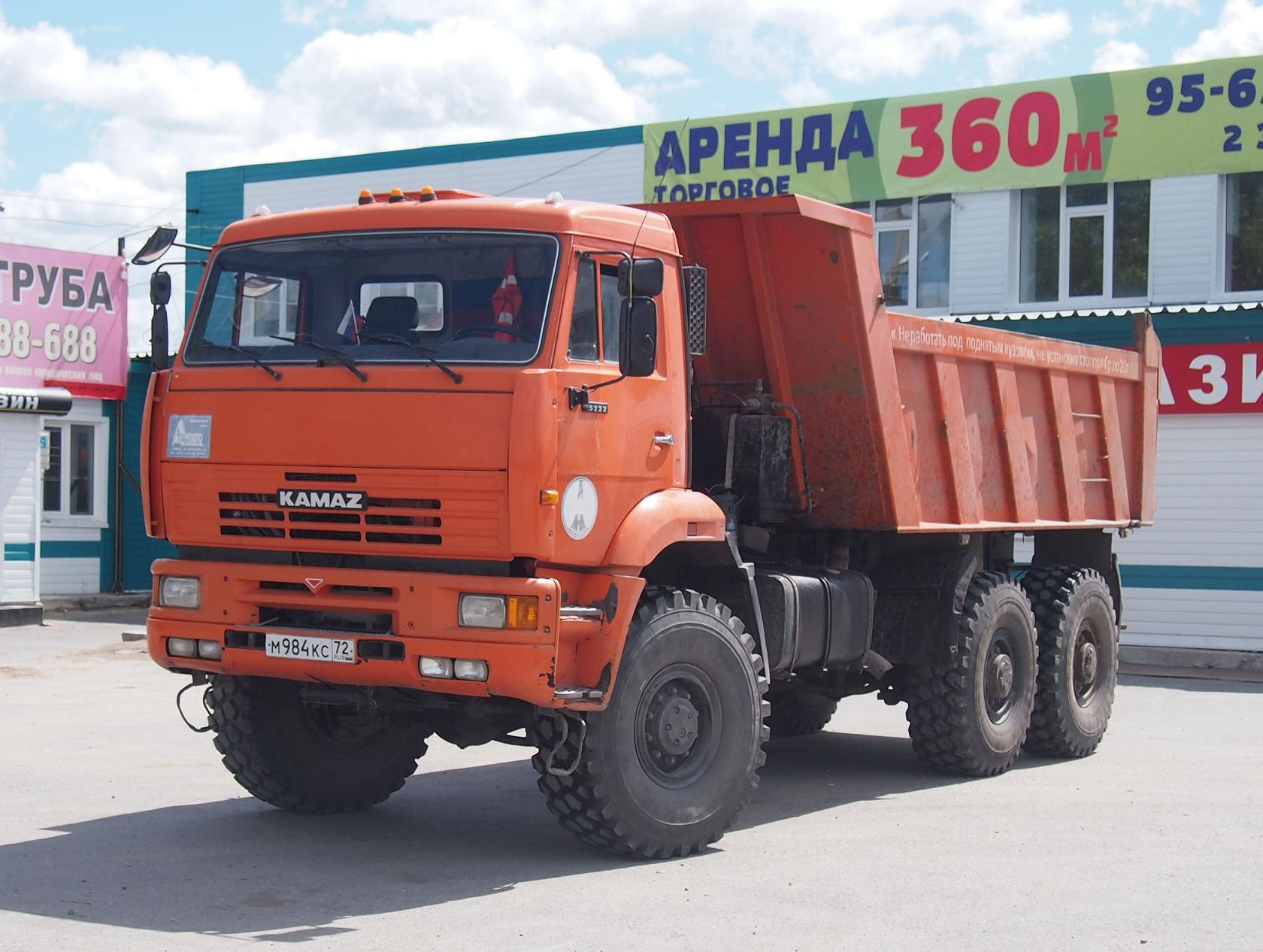
КамАЗ-65222
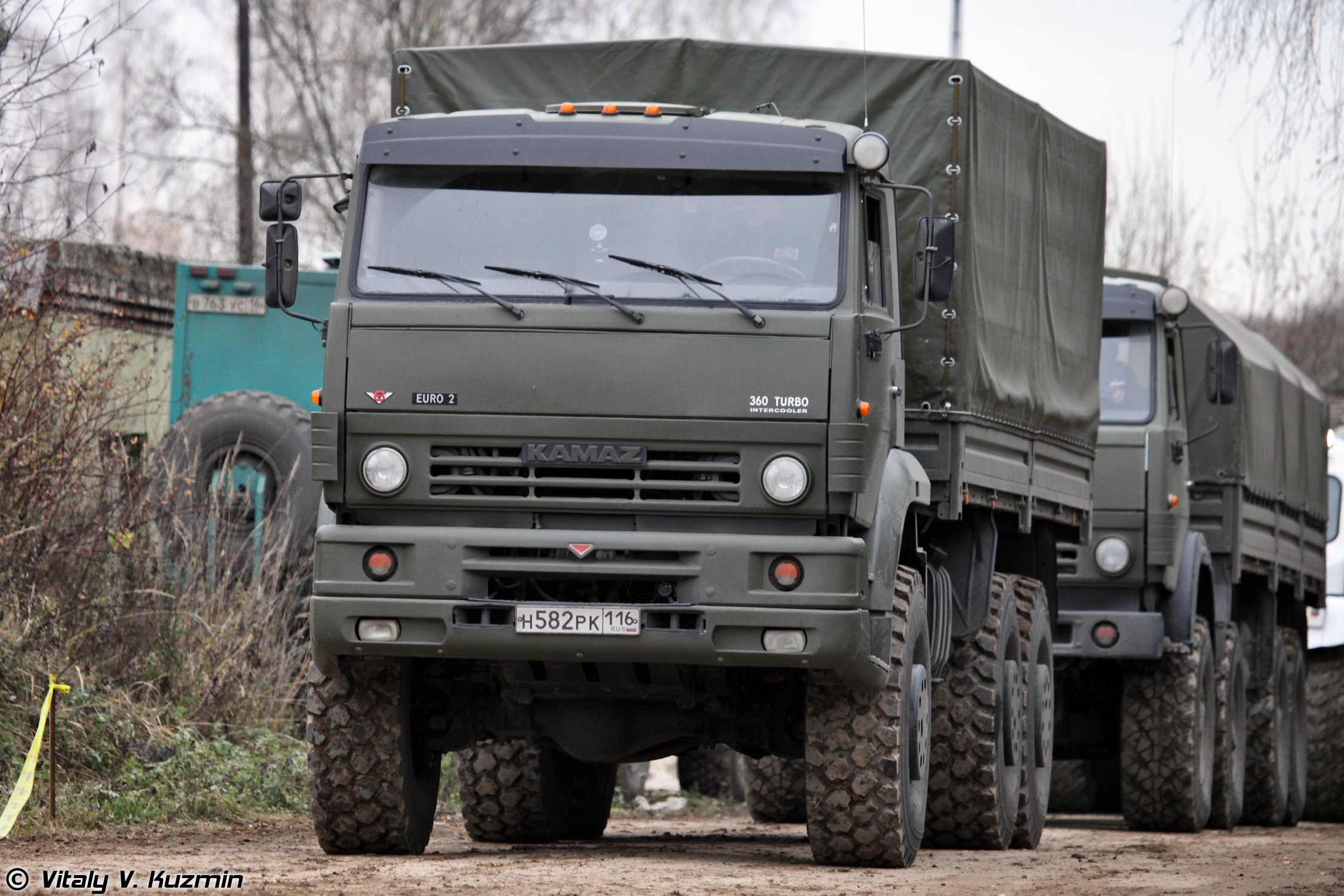
КамАЗ-65224
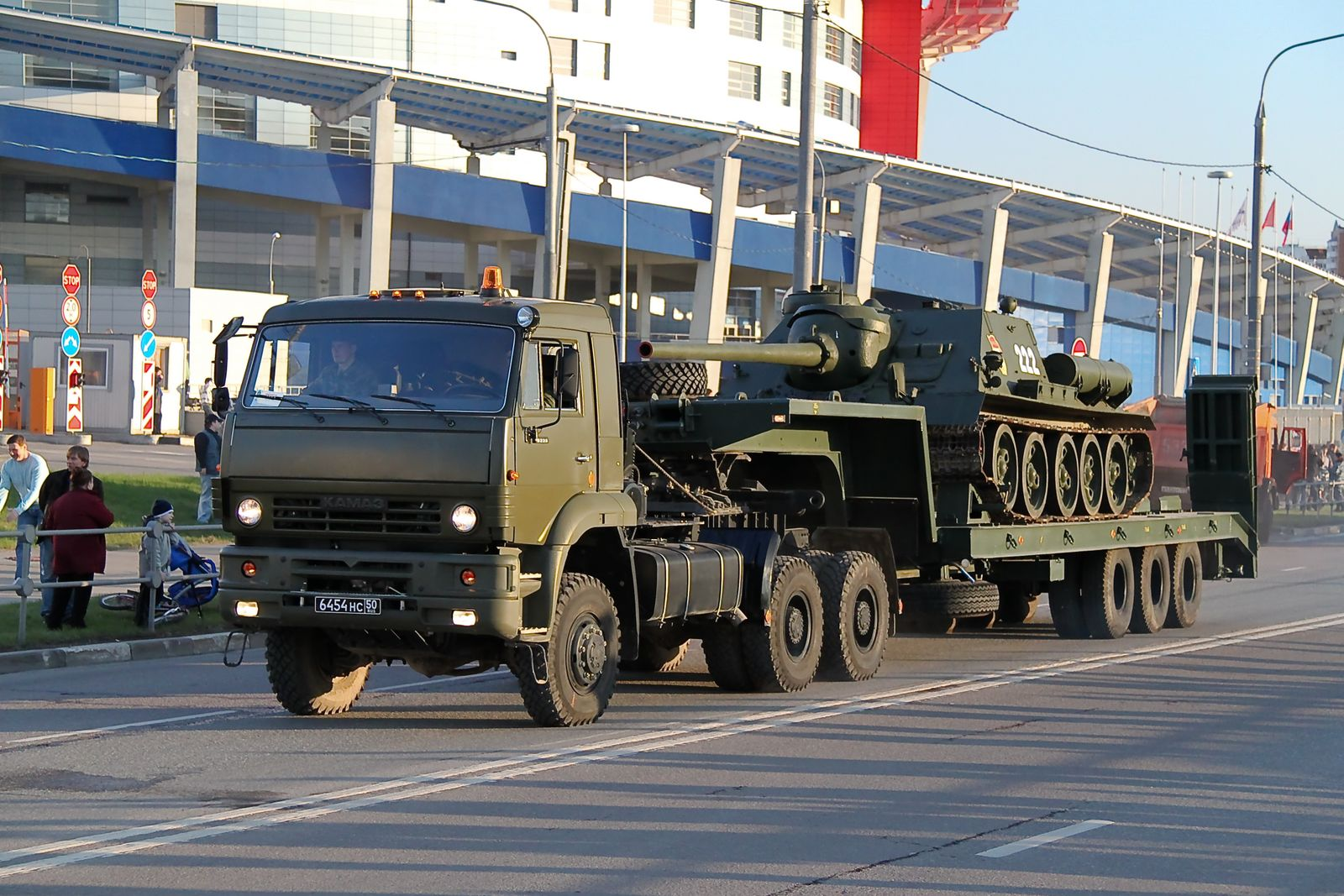
КамАЗ-65225